# Saint-Front-de-Pradoux
Pour les articles homonymes, voir Saint-Front.
Saint-Front-de-Pradoux est une commune française située dans le département de la Dordogne, en région Nouvelle-Aquitaine.

## Géographie

### Généralités
Dans l'ouest du département de la Dordogne, la commune de Saint-Front-de-Pradoux est située au nord en forêt de la Double, et en vallée de l'Isle au sud. C'est une commune rurale qui fait partie de l'unité urbaine de Mussidan et qui était incluse jusqu'en 2019 dans l'aire urbaine de Mussidan. Elle est située en rive droite de l'Isle est bordée à l'est par son affluent la Beauronne.
À l'intersection des routes départementales (RD) 3 et 709, le bourg de Saint-Front-de-Pradoux se situe, en distances orthodromiques, deux kilomètres au nord de Mussidan et seize kilomètres au sud-ouest de Saint-Astier.
La commune est également desservie au nord-est par la RD 38 qui, franchissant la forêt de la Double, mène jusqu'à Saint-Aulaye. Elle est aussi traversée par la ligne ferroviaire Bordeaux - Périgueux dont la gare la plus proche est celle de Mussidan, à trois kilomètres et demi du bourg par la route.
Entre Saint-Louis-en-l'Isle au nord-est et Saint-Étienne-de-Puycorbier au nord-ouest, le sentier de grande randonnée 646 traverse le territoire communal en forêt de la Double sur trois kilomètres en deux tronçons, servant de limite avec Beauronne sur environ un kilomètre.

### Communes limitrophes
Saint-Front-de-Pradoux est limitrophe de sept autres communes. Au nord-est, son territoire est distant d'environ 650 mètres de celui de Douzillac.
| Saint-Étienne-de-Puycorbier | Beauronne              |                                |
| Saint-Martin-l'Astier       | Saint-Front-de-Pradoux | Saint-Louis-en-l'Isle, Sourzac |
| Saint-Médard-de-Mussidan    | Mussidan               |                                |

### Géologie et relief

#### Géologie
Situé sur la plaque nord du Bassin aquitain et bordé à son extrémité nord-est par une frange du Massif central, le département de la Dordogne présente une grande diversité géologique. Les terrains sont disposés en profondeur en strates régulières, témoins d'une sédimentation sur cette ancienne plate-forme marine. Le département peut ainsi être découpé sur le plan géologique en quatre gradins différenciés selon leur âge géologique. Saint-Front-de-Pradoux est située dans le quatrième gradin à partir du nord-est, un plateau formé de dépôts siliceux-gréseux et de calcaires lacustres de l'ère tertiaire.
Les couches affleurantes sur le territoire communal sont constituées de formations superficielles du Quaternaire et de roches sédimentaires datant pour certaines du Cénozoïque, et pour d'autres du Mésozoïque. La formation la plus ancienne, notée c5d, date du Campanien 4, des calcaires crayo-marneux grisâtres et des calcaires graveleux bioclastiques à orbitoides. La formation la plus récente, notée CFp, fait partie des formations superficielles de type colluvions indifférenciées de versant, de vallon et plateaux issues d'alluvions, molasses, altérites. Le descriptif de ces couches est détaillé dans  les feuilles « no 781 - Montpon-Ménestérol » et « no 782 - Mussidan » de la carte géologique au 1/50 000 de la France métropolitaine, et leurs notices associées,.

Carte géologique de Saint-Front-de-Pradoux.

#### Relief et paysages
Le département de la Dordogne se présente comme un vaste plateau incliné du nord-est (491 m, à la forêt de Vieillecour dans le Nontronnais, à Saint-Pierre-de-Frugie) au sud-ouest (2 m à Lamothe-Montravel). L'altitude du territoire communal varie quant à elle entre 41 mètres au sud-ouest, là où l'Isle quitte la commune et sert de limite entre Saint-Martin-l'Astier et Saint-Médard-de-Mussidan, et 157 ou 159 mètres au nord, en forêt de la Double, à proximité du lieu-dit aux Vignettes, sur la route qui mène à Saint-Étienne-de-Puycorbier,.
Dans le cadre de la Convention européenne du paysage entrée en vigueur en France le 1er juillet 2006, renforcée par la loi du 8 août 2016 pour la reconquête de la biodiversité, de la nature et des paysages, un atlas des paysages de la Dordogne a été élaboré sous maîtrise d’ouvrage de l’État et publié en octobre 2020. Les paysages du département s'organisent en huit unités paysagères,. La commune est dans l'unité paysagère de la « Vallée de l'Isle », qui présente un profil contrasté : une vallée relativement encaissée, aux coteaux affirmés, dominant le fond de vallée de 60 à 80 m en amont de Mussidan, une vallée plus élargie en aval avec un fond de vallée plat, large de 1,5 à 2 km. À la fois agricole et urbanisée, elle est parcourue par de nombreuses voies de communication,.
La superficie cadastrale de la commune publiée par l'Insee, qui sert de référence dans toutes les statistiques, est de 9,01 km2,,. La superficie géographique, issue de la BD Topo, composante du Référentiel à grande échelle produit par l'IGN, est quant à elle de 9,04 km2.

### Hydrographie

#### Réseau hydrographique
La commune est située dans le bassin de la Dordogne au sein du Bassin Adour-Garonne. Elle est drainée par l'Isle, la Beauronne, et par divers petits cours d'eau, qui constituent un réseau hydrographique de 21 km de longueur totale,.
L'Isle, d'une longueur totale de 255,29 km, prend sa source dans la Haute-Vienne dans la commune de Janailhac et se jette dans la Dordogne — dont elle est le principal affluent — en rive droite face à Arveyres, en limite de Fronsac et de Libourne,. Elle borde la commune à l'est et au sud sur plus de onze kilomètres, formant un méandre qui la sépare successivement des communes de Sourzac, Mussidan et Saint-Médard-de-Mussidan.
La Beauronne, d'une longueur totale de 18,12 km, prend sa source dans la commune de Saint-Vincent-de-Connezac ; son bras oriental se jette dans l'Isle en rive droite, en limite de Saint-Front-de-Pradoux et de Saint-Louis-en-l'Isle, face à Sourzac,. À l'est, elle sert de limite naturelle sur un kilomètre et demi, face à Saint-Louis-en-l'Isle.

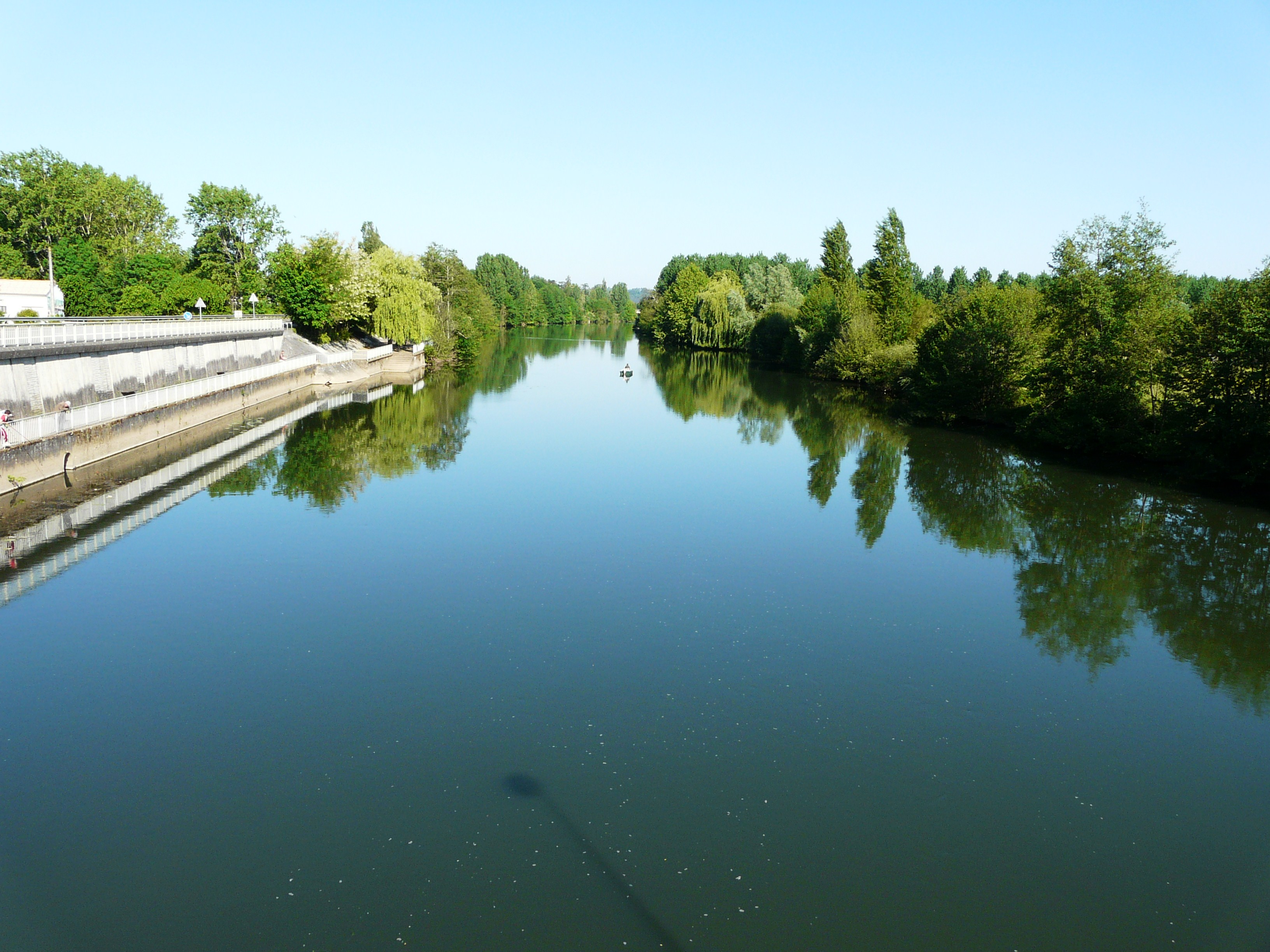
L'Isle en limite de Mussidan à gauche et Saint-Front-de-Pradoux, en rive opposée.
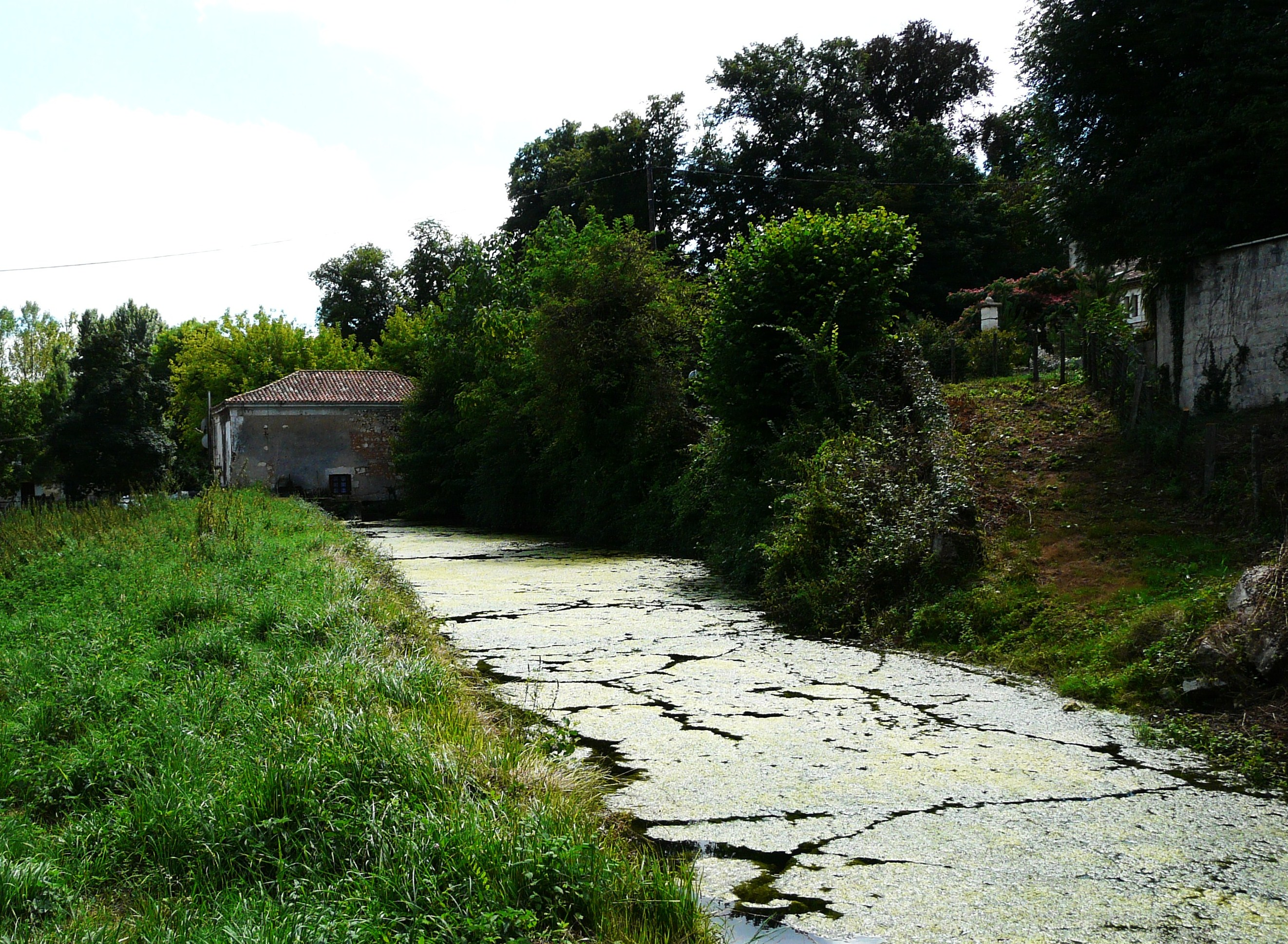
La dérivation de la Beauronne au moulin de Beaufort.
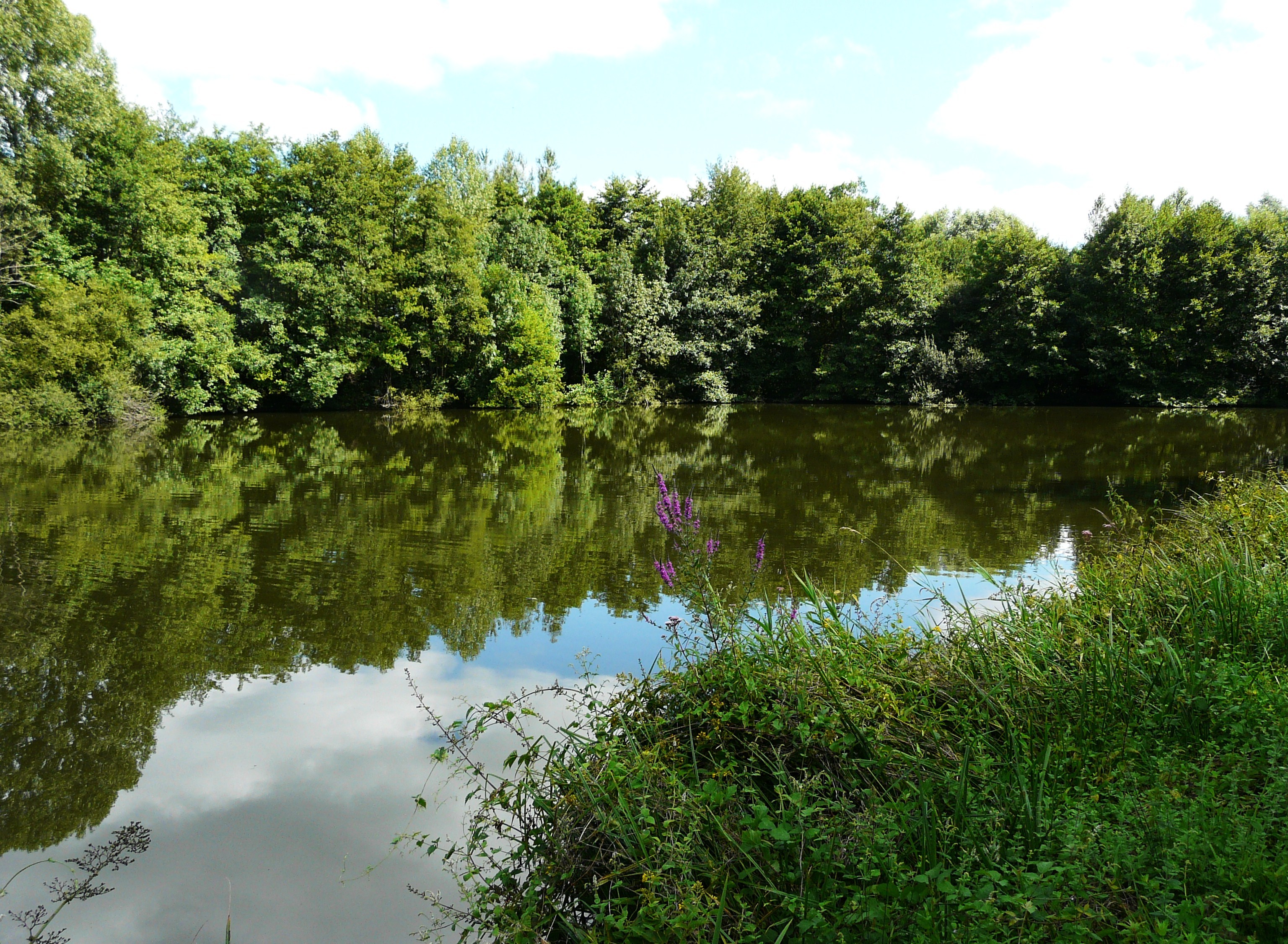
L'étang de Beaufort alimenté par la Beauronne, en bordure de Saint-Louis-en-l'Isle.
Réseaux hydrographique et routier de Saint-Front-de-Pradoux.

#### Gestion et qualité des eaux
Le territoire communal est couvert par le schéma d'aménagement et de gestion des eaux (SAGE) « Isle - Dronne ». Ce document de planification, dont le territoire regroupe les bassins versants de l'Isle et de la Dronne, d'une superficie de 7 500 km2, a été approuvé le 2 août 2021. La structure porteuse de l'élaboration et de la mise en œuvre est l'établissement public territorial de bassin de la Dordogne (EPIDOR). Il définit sur son territoire les objectifs généraux d’utilisation, de mise en valeur et de protection quantitative et qualitative des ressources en eau superficielle et souterraine, en respect des objectifs de qualité définis dans le troisième SDAGE  du Bassin Adour-Garonne qui couvre la période 2022-2027, approuvé le 10 mars 2022.
La qualité des eaux de baignade et des cours d’eau peut être consultée sur un site dédié géré par les agences de l’eau et l’Agence française pour la biodiversité.

### Climat
Pour des articles plus généraux, voir Climat de la Nouvelle-Aquitaine et Climat de la Dordogne.
Historiquement, la commune est exposée à un climat océanique aquitain.  
En 2020, Météo-France publie une typologie des climats de la France métropolitaine dans laquelle la commune est dans une zone de transition entre le climat océanique et le climat océanique altéré et est dans la région climatique  Aquitaine, Gascogne, caractérisée par une pluviométrie abondante au printemps, modérée en automne, un faible ensoleillement au printemps, un été chaud (19,5 °C), des vents faibles, des brouillards fréquents en automne et en hiver et des orages fréquents en été (15 à 20 jours).
Pour la période 1971-2000, la température annuelle moyenne est de 12,5 °C, avec  une amplitude thermique annuelle de 15,2 °C. Le cumul annuel moyen de précipitations est de 861 mm, avec 12 jours de précipitations en janvier et 6,8 jours en juillet. Pour la période 1991-2020, la température moyenne annuelle observée sur la station météorologique la plus proche, située sur la commune de Saint-Martin-de-Ribérac à 19 km à vol d'oiseau, est de 13,5 °C et le cumul annuel moyen de précipitations est de 916,6 mm,. Pour l'avenir, les paramètres climatiques de la commune estimés pour 2050 selon différents scénarios d’émission de gaz à effet de serre sont consultables sur un site dédié publié par Météo-France en novembre 2022.

### Milieux naturels et biodiversité

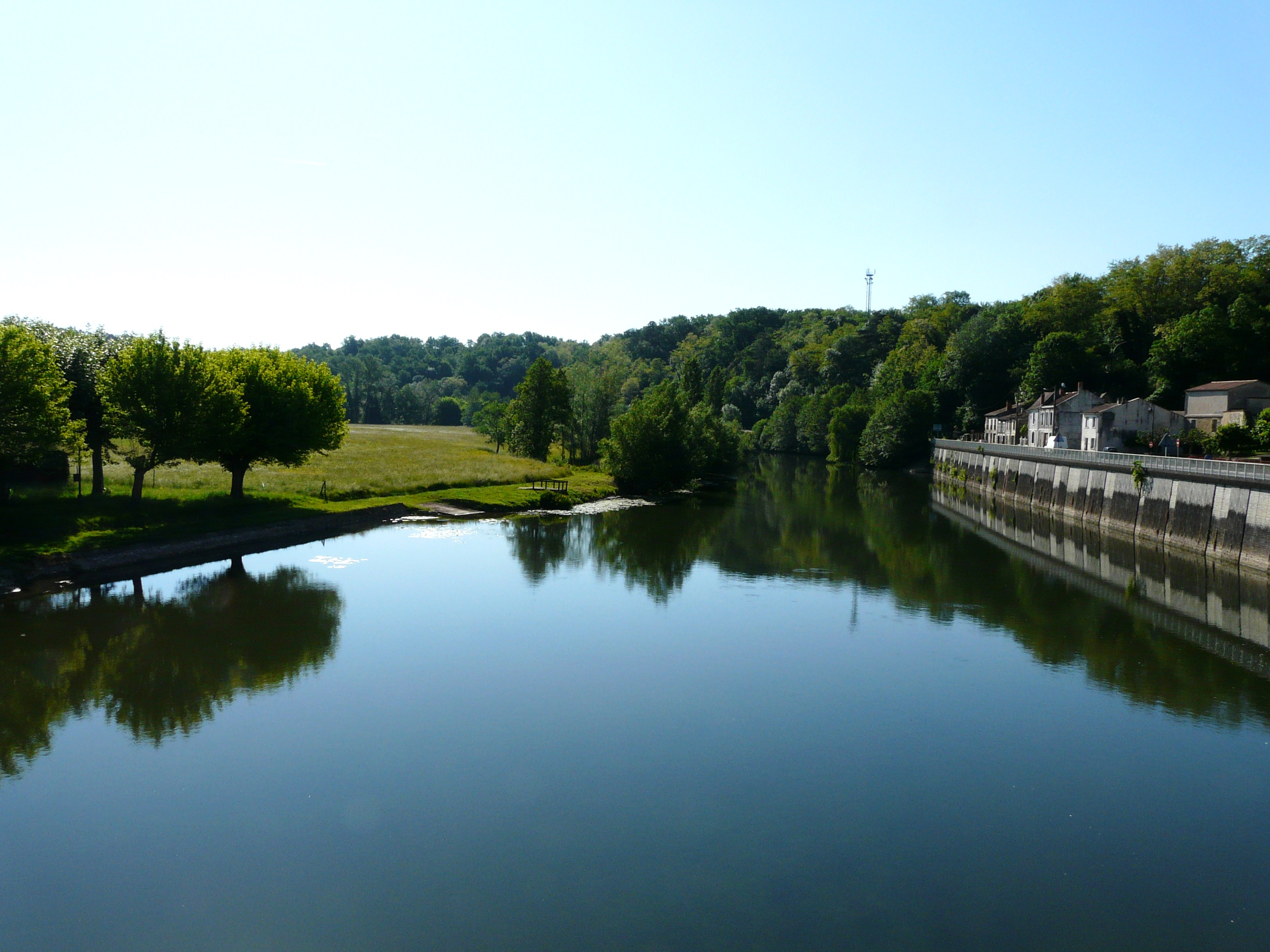
L'Isle marque la limite entre Saint-Front-de-Pradoux (à gauche) et Mussidan (à droite).

Située au sud de la forêt de la Double et bordée par l'Isle, la commune représente un grand intérêt pour la faune et la flore locales. Des zones de protection y sont donc délimitées.
En bordure orientale de la commune, le tronçon terminal de la vallée de la Beauronne est doublement protégé : par la zone naturelle d'intérêt écologique, faunistique et floristique (ZNIEFF) de type II des « vallées et étangs de la Double »,, et par le réseau Natura 2000 pour les « vallées de la Double »,. Comme les autres vallées en forêt de la Double, il s'agit d'un site important pour la conservation d'espèces animales européennes menacées : la loutre d'Europe (Lutra lutra), le vison d'Europe (Mustela lutreola), le chabot fluviatile (Cottus perifretum), la lamproie de Planer (Lampetra planeri), la cistude d'Europe (Emys orbicularis), l'écrevisse à pattes blanches (Austropotamobius pallipes), le cuivré des marais (Lycaena dispar), le damier de la succise (Euphydryas aurinia), le fadet des laîches (Coenonympha oedippus) et le gomphe de Graslin (Gomphus graslinii).
L'Isle et sa vallée font partie d'une autre ZNIEFF de type II, la « vallée de l'Isle de Périgueux à Saint-Antoine-sur-l'Isle, le Salembre, le Jouis et le Vern
»,, ainsi que de la zone Natura 2000 de la « vallée de l'Isle de Périgueux à sa confluence avec la Dordogne »,. Parmi les nombreuses espèces qui peuvent y être présentes, plusieurs font partie de l'annexe II de la directive habitats :
- neuf poissons :  l'alose feinte (Alosa fallax), la bouvière (Rhodeus amarus), le chabot fluviatile (Cottus perifretum), la grande alose (Alosa alosa), la lamproie de Planer (Lampetra planeri), la lamproie de rivière (Lampetra fluviatilis), la lamproie marine (Petromyzon marinus), le saumon atlantique (Salmo salar) et le toxostome (Parachondrostoma toxostoma),
- huit insectes : l'agrion de Mercure (Coenagrion mercuriale), la cordulie à corps fin (Oxygastra curtisii), la cordulie splendide (Macromia splendens), le cuivré des marais (Lycaena dispar), le damier de la succise (Euphydryas aurinia), le gomphe de Graslin (Gomphus graslinii), le grand capricorne Cerambyx cerdo et le lucane cerf-volant (Lucanus cervus),
- deux mammifères : la loutre d'Europe (Lutra lutra) et le vison d'Europe (Mustela lutreola),
- une tortue, la cistude d'Europe (Emys orbicularis),
- l'écrevisse à pattes blanches (Austropotamobius pallipes),
- ainsi qu'une plante, l'angélique des estuaires (Angelica heterocarpa).

## Urbanisme

### Typologie
Au 1er janvier 2024, Saint-Front-de-Pradoux est catégorisée commune rurale à habitat dispersé, selon la nouvelle grille communale de densité à 7 niveaux définie par l'Insee en 2022.
Elle appartient à l'unité urbaine de Mussidan, une agglomération intra-départementale dont elle est une commune de la banlieue,. La commune est en outre hors attraction des villes,.

### Occupation des sols
L'occupation des sols de la commune, telle qu'elle ressort de la base de données européenne d’occupation biophysique des sols Corine Land Cover (CLC), est marquée par l'importance des territoires agricoles (40,2 % en 2018), en diminution par rapport à 1990 (53,8 %). La répartition détaillée en 2018 est la suivante : 
forêts (37,1 %), zones agricoles hétérogènes (25,5 %), zones urbanisées (22,7 %), prairies (13,1 %), terres arables (1,6 %). L'évolution de l’occupation des sols de la commune et de ses infrastructures peut être observée sur les différentes représentations cartographiques du territoire : la carte de Cassini (XVIIIe siècle), la carte d'état-major (1820-1866) et les cartes ou photos aériennes de l'IGN pour la période actuelle (1950 à aujourd'hui).

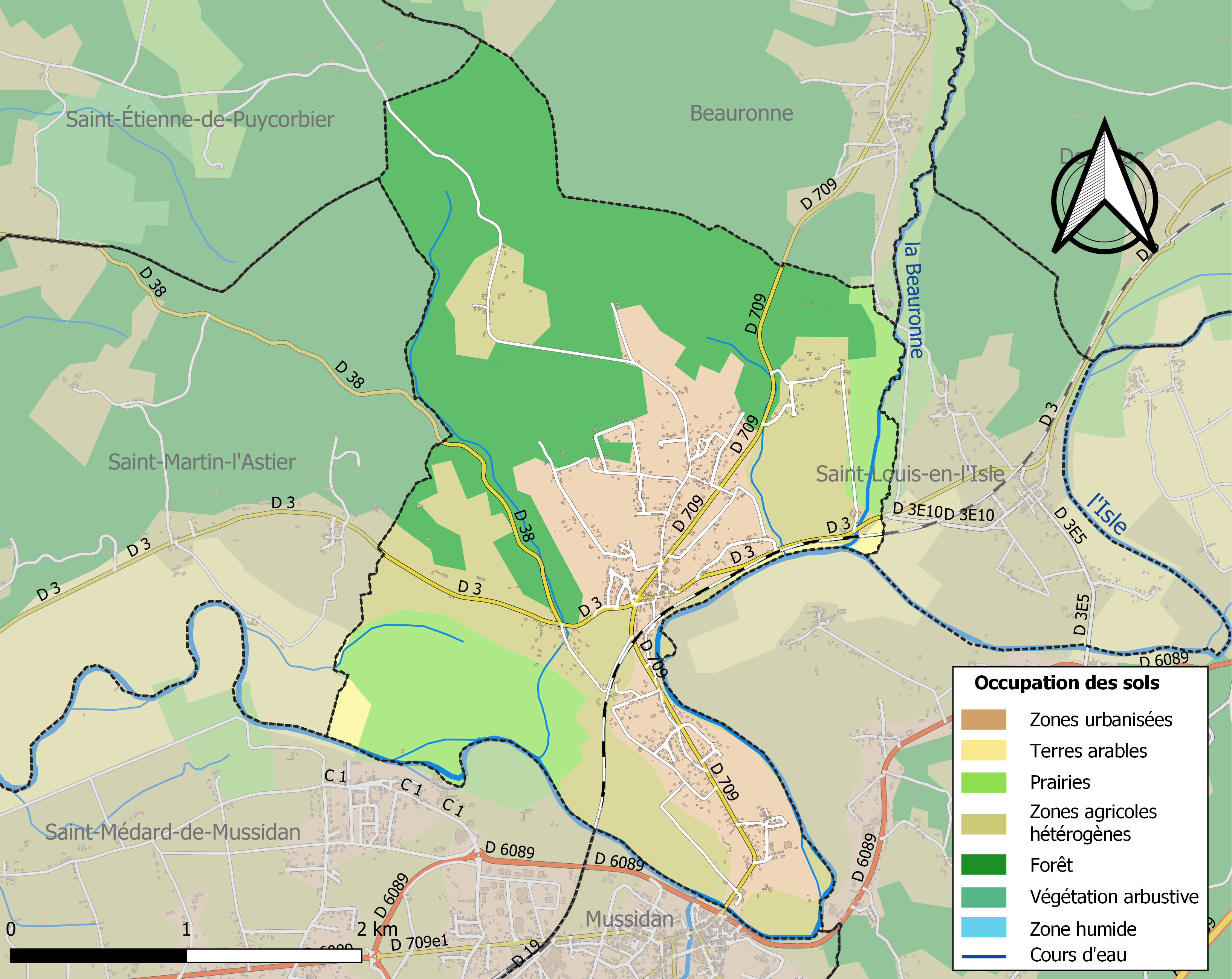
Carte des infrastructures et de l'occupation des sols de la commune en 2018 (CLC).

### Prévention des risques
Le territoire de la commune de Saint-Front-de-Pradoux est vulnérable à différents aléas naturels : météorologiques (tempête, orage, neige, grand froid, canicule ou sécheresse), inondations, feux de forêts, mouvements de terrains et séisme (sismicité très faible). Un site publié par le BRGM permet d'évaluer simplement et rapidement les risques d'un bien localisé soit par son adresse soit par le numéro de sa parcelle.

#### Risques naturels

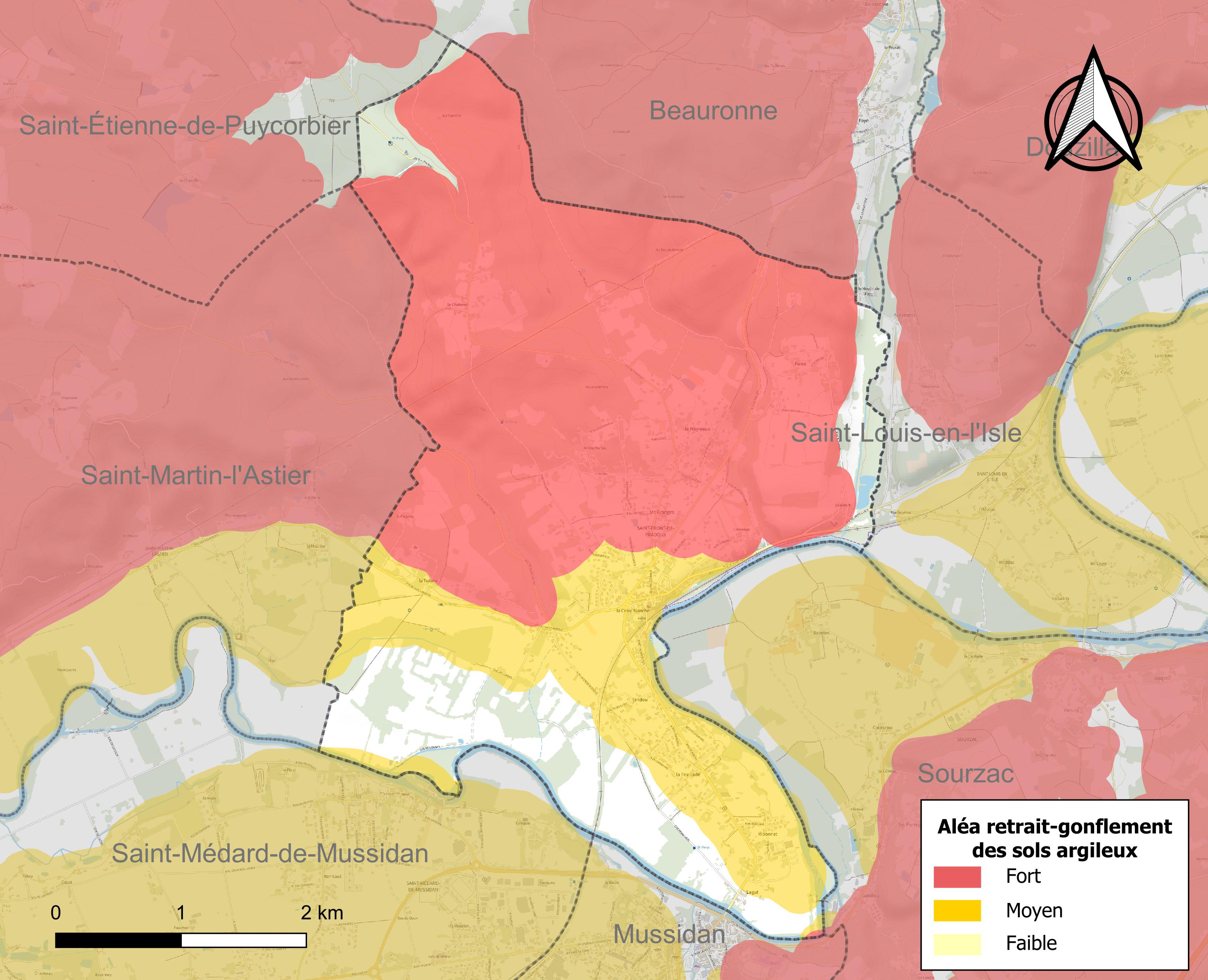
Carte des zones d'aléa retrait-gonflement des sols argileux de Saint-Front-de-Pradoux.

Certaines parties du territoire communal sont susceptibles d’être affectées par le risque d’inondation par débordement de cours d'eau, notamment l'Isle et la Beauronne. La commune a été reconnue en état de catastrophe naturelle au titre des dommages causés par les inondations et coulées de boue survenues en 1982, 1986, 1993 et 1999,. Le risque inondation est pris en compte dans l'aménagement du territoire de la commune par le biais du plan de prévention des risques inondation (PPRI) de la « vallée de l'Isle - Mussidanais »  prescrit le 14 mai 2007 et approuvé le 6 juillet 2009, pour les crues de l'Isle, impactant ses rives jusqu'à 900 mètres de largeur sur le territoire communal au niveau de la station de pompage de Font Belisse,.
Saint-Front-de-Pradoux est exposée au risque de feu de forêt. L’arrêté préfectoral du 14 mars 2013 fixe les conditions de pratique des incinérations et de brûlage dans un objectif de réduire le risque de départs d’incendie. À ce titre, des périodes sont déterminées : interdiction totale du 15 février au 15 mai et du 15 juin au 15 octobre, utilisation réglementée du 16 mai au 14 juin et du 16 octobre au 14 février. En septembre 2020, un plan inter-départemental de protection des forêts contre les incendies (PidPFCI) a été adopté pour la période 2019-2029,.
Les mouvements de terrains susceptibles de se produire sur la commune sont des tassements différentiels. Le retrait-gonflement des sols argileux est susceptible d'engendrer des dommages importants aux bâtiments en cas d’alternance de périodes de sécheresse et de pluie. 81 % de la superficie communale est en aléa moyen ou fort (58,6 % au niveau départemental et 48,5 % au niveau national métropolitain). Depuis le 1er octobre 2020, en application de la loi ÉLAN, différentes contraintes s'imposent aux vendeurs, maîtres d'ouvrages ou constructeurs de biens situés dans une zone classée en aléa moyen ou fort,.
La commune a été reconnue en état de catastrophe naturelle au titre des dommages causés par la sécheresse en 1989, 1992, 1995, 1997, 2005 et 2011 et par des mouvements de terrain en 1999.

## Toponymie

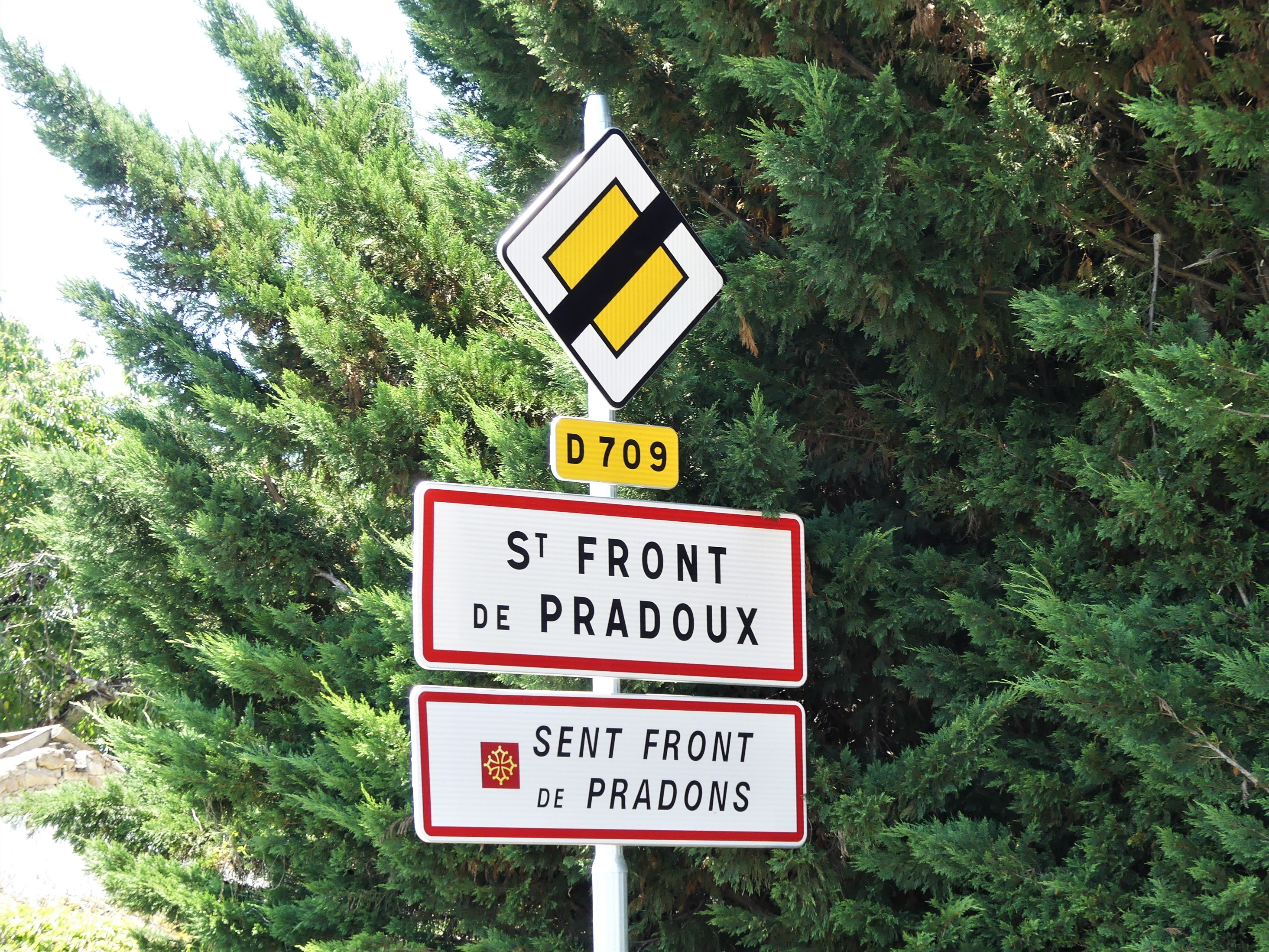
Panneau bilingue en français et occitan.

Le lieu tire son nom de saint Front, légendaire évangélisateur du Périgord. La seconde partie du nom est un diminutif provenant de l'occitan prada signifiant « prairie », ce qui pourrait signifier « petit pré ».
En occitan, la commune porte le nom de Sent Front de Pradon, ou Sent Front de Pradons.

## Histoire
La première mention connue du lieu, Ecclesia don Front au XIIIe siècle, se réfère à une ancienne église disparue.
Sur la carte de Cassini représentant la France entre 1756 et 1789, le village est identifié sous le nom de Saint Front.

## Politique et administration

### Intercommunalité
Fin 2002, Saint-Front-de-Pradoux intègre dès sa création la communauté de communes du Mussidanais en Périgord. Celle-ci disparaît au 31 décembre 2016, remplacée au 1er janvier 2017 par la communauté de communes Isle et Crempse en Périgord.

### Administration municipale
La population de la commune étant comprise entre 500 et 1 499 habitants au recensement de 2017, quinze conseillers municipaux ont été élus en 2020,..

### Liste des maires
| Période                                  | Période       | Identité               | Étiquette | Qualité                         |
| ---------------------------------------- | ------------- | ---------------------- | --------- | ------------------------------- |
| Les données manquantes sont à compléter. |               |                        |           |                                 |
| 1790                                     | 1793?         | Pierre Dessoudeix      |           | Ancien procureur                |
| 1793?                                    | 1795?         | Jean Mignot            |           | Propriétaire                    |
| 1795?                                    | 1798          | Martial Lachaud        |           | Agriculteur                     |
| 1798?                                    | 1827          | Pierre Dessoudeix      |           | Ancien procureur                |
| 1827                                     | 1829          | Jean-Marie Dureclus    |           | Ancien officier                 |
| 1829                                     | 1832          | Jean Bonnet            |           | Notaire                         |
| 1832                                     | 1832          | François Bouscaillou   |           | Propriétaire                    |
| 1832                                     | 1848          | Jean Bonnet            |           | Notaire                         |
| 1848                                     | 1870          | Guy Crabanac           |           | Propriétaire                    |
| 1870                                     | 1871          | Delphin Sandilhon      |           | Pharmacien                      |
| 1871                                     | 1876          | Sicaire Crabanac       |           | Propriétaire                    |
| 1876                                     | 1884          | Raoul Bernard          |           | Négociant                       |
| 1884                                     | novembre 1908 | Alphonse Rigaillaud    |           | Notaire                         |
| janvier 1909                             | mai 1925      | Marc Deffarges         |           | Ingénieur                       |
| mai 1925                                 | mai 1929      | Jean Rigaillaud        |           | Notaire                         |
| mai 1929                                 | 1931          | Maxime Simon           |           | Négociant                       |
| décembre 1931                            | 1944          | Pierre Meytadier       |           | Retraité de la gendarmerie      |
| octobre 1944                             | mai 1945      | Armand Gaboreau        |           | Voyageur de commerce            |
| mai 1945                                 | mars 1965     | Clotaire Bourdillou    |           | Agriculteur                     |
| mars 1965                                | mars 1989     | Albert Julien Laurière | PS        | Entrepreneur de travaux publics |
| mars 1989                                | juin 1995     | Francis Pralong        | DVG       | Directeur adjoint de collège    |
| juin 1995                                | avril 2014    | Marie-Andrée Béchaud   | PS        | Sans profession                 |
| avril 2014 (réélu en mai 2020)           | En cours      | Pierre-André Crouzille | DVG       |                                 |

### Jumelages

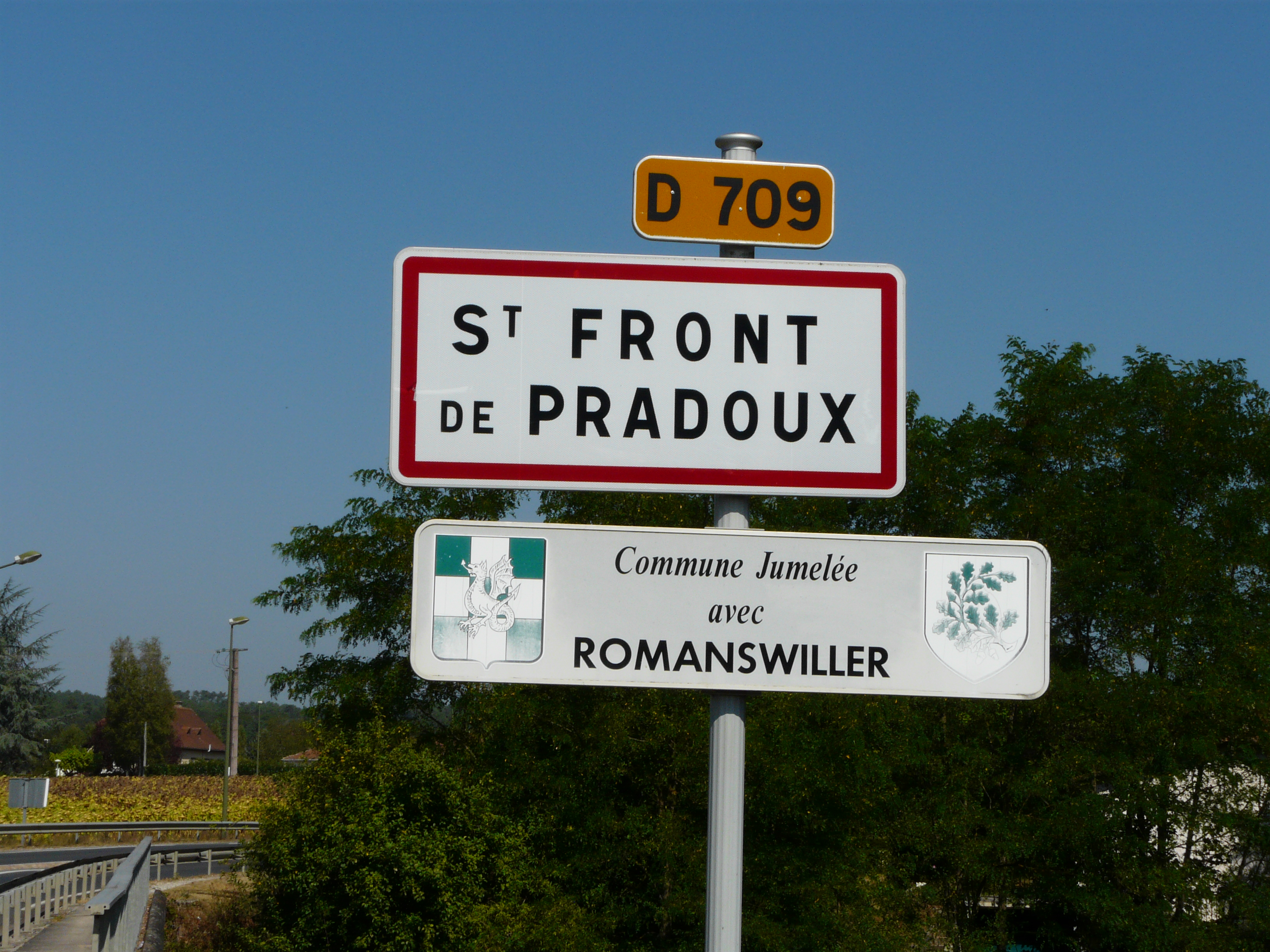
Panneau de jumelage de Saint-Front-de-Pradoux.

Romanswiller (France) depuis 1999

## Équipements et services publics

### Enseignement
En 2010, la commune dispose d'une école maternelle et d'une école primaire.

### Justice
Dans le domaine judiciaire, Saint-Front-de-Pradoux relève : 
- du tribunal judiciaire, du tribunal pour enfants, du conseil de prud'hommes et du tribunal de commerce de Périgueux ;
- du pôle Nationalité du tribunal judiciaire de Périgueux (compétent uniquement dans le domaine de la nationalité) ;
- de la cour d'appel, du tribunal administratif et de la  cour administrative d'appel de Bordeaux.

## Population et société

### Démographie
L'évolution du nombre d'habitants est connue à travers les recensements de la population effectués dans la commune depuis 1793. Pour les communes de moins de 10 000 habitants, une enquête de recensement portant sur toute la population est réalisée tous les cinq ans, les populations de référence des années intermédiaires étant quant à elles estimées par interpolation ou extrapolation. Pour la commune, le premier recensement exhaustif entrant dans le cadre du nouveau dispositif a été réalisé en 2006.

En 2022, la commune comptait 1 157 habitants, en évolution de +0,61 % par rapport à 2016 (Dordogne : +0,37 %, France hors Mayotte : +2,11 %).
| 1793 | 1800 | 1806 | 1821 | 1831 | 1836 | 1841 | 1846 | 1851 |
| ---- | ---- | ---- | ---- | ---- | ---- | ---- | ---- | ---- |
| 431  | 441  | 431  | 470  | 512  | 508  | 522  | 562  | 560  |

| 1856 | 1861 | 1866 | 1872 | 1876 | 1881 | 1886 | 1891 | 1896 |
| ---- | ---- | ---- | ---- | ---- | ---- | ---- | ---- | ---- |
| 583  | 548  | 595  | 568  | 549  | 572  | 599  | 655  | 617  |

| 1901 | 1906 | 1911 | 1921 | 1926 | 1931 | 1936 | 1946 | 1954 |
| ---- | ---- | ---- | ---- | ---- | ---- | ---- | ---- | ---- |
| 591  | 616  | 585  | 553  | 567  | 557  | 591  | 636  | 675  |

| 1962 | 1968 | 1975 | 1982 | 1990  | 1999 | 2006  | 2011  | 2016  |
| ---- | ---- | ---- | ---- | ----- | ---- | ----- | ----- | ----- |
| 722  | 785  | 910  | 981  | 1 000 | 929  | 1 032 | 1 130 | 1 150 |

| 2021  | 2022  | - | - | - | - | - | - | - |
| ----- | ----- | - | - | - | - | - | - | - |
| 1 168 | 1 157 | - | - | - | - | - | - | - |

## Économie

### Emploi
En 2015, parmi la population communale comprise entre 15 et 64 ans, les actifs représentent 458 personnes, soit 39,7 % de la population municipale. Le nombre de chômeurs (soixante) a augmenté par rapport à 2010 (quarante-neuf) et le taux de chômage de cette population active s'établit à 13,2 %.

### Établissements
Au 31 décembre 2015, la commune compte cinquante-sept établissements, dont vingt-huit au niveau des commerces, transports ou services, dix-sept dans la construction, six dans l'industrie, quatre dans l'agriculture, la sylviculture ou la pêche, et deux relatifs au secteur administratif, à l'enseignement, à la santé ou à l'action sociale.

### Entreprises
Dans le secteur du BTP, parmi les entreprises dont le siège social est en Dordogne, la société « Laurière et fils » (construction de réseaux pour fluides) implantée à Saint-Front-de-Pradoux se classe en 2e position quant au chiffre d'affaires hors taxes en 2015-2016, avec 18 331 k€.

## Culture locale et patrimoine

### Lieux et monuments

#### Patrimoine civil
- Manoir de Beaufort, remontant au début du XVIIe siècle et modifié au XIXe siècle.

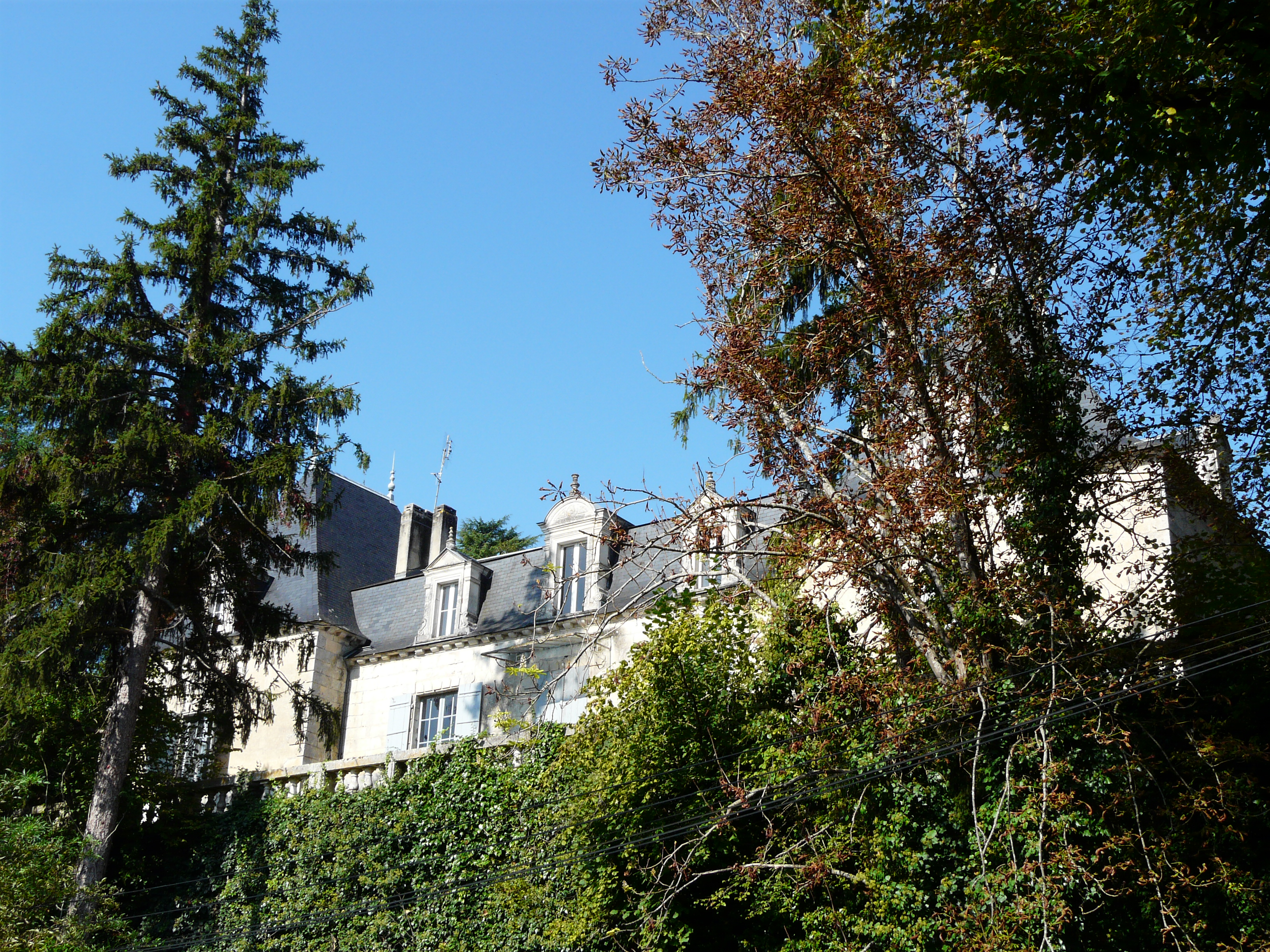
Le manoir de Beaufort.
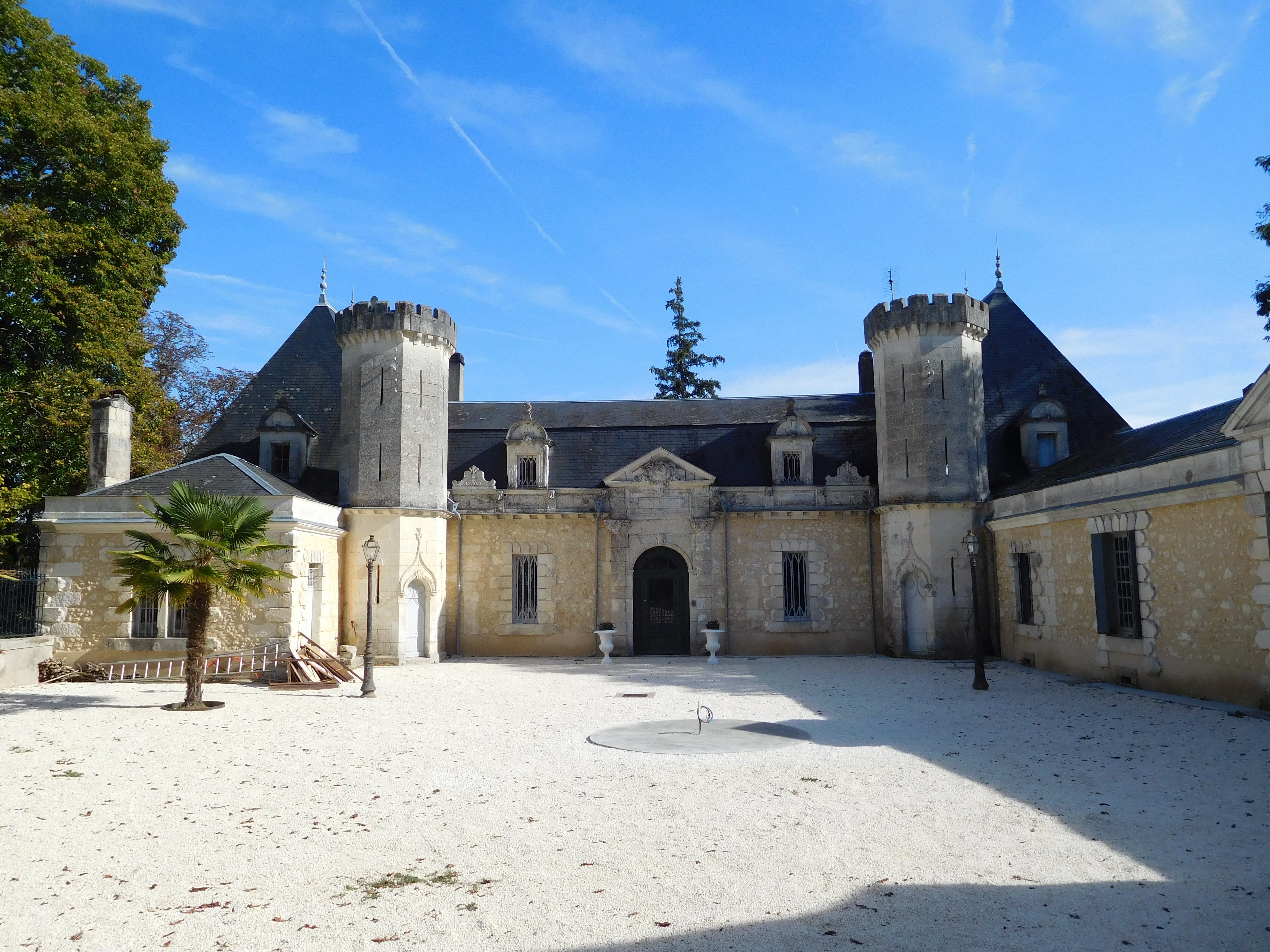
Le manoir de Beaufort (côté cour).
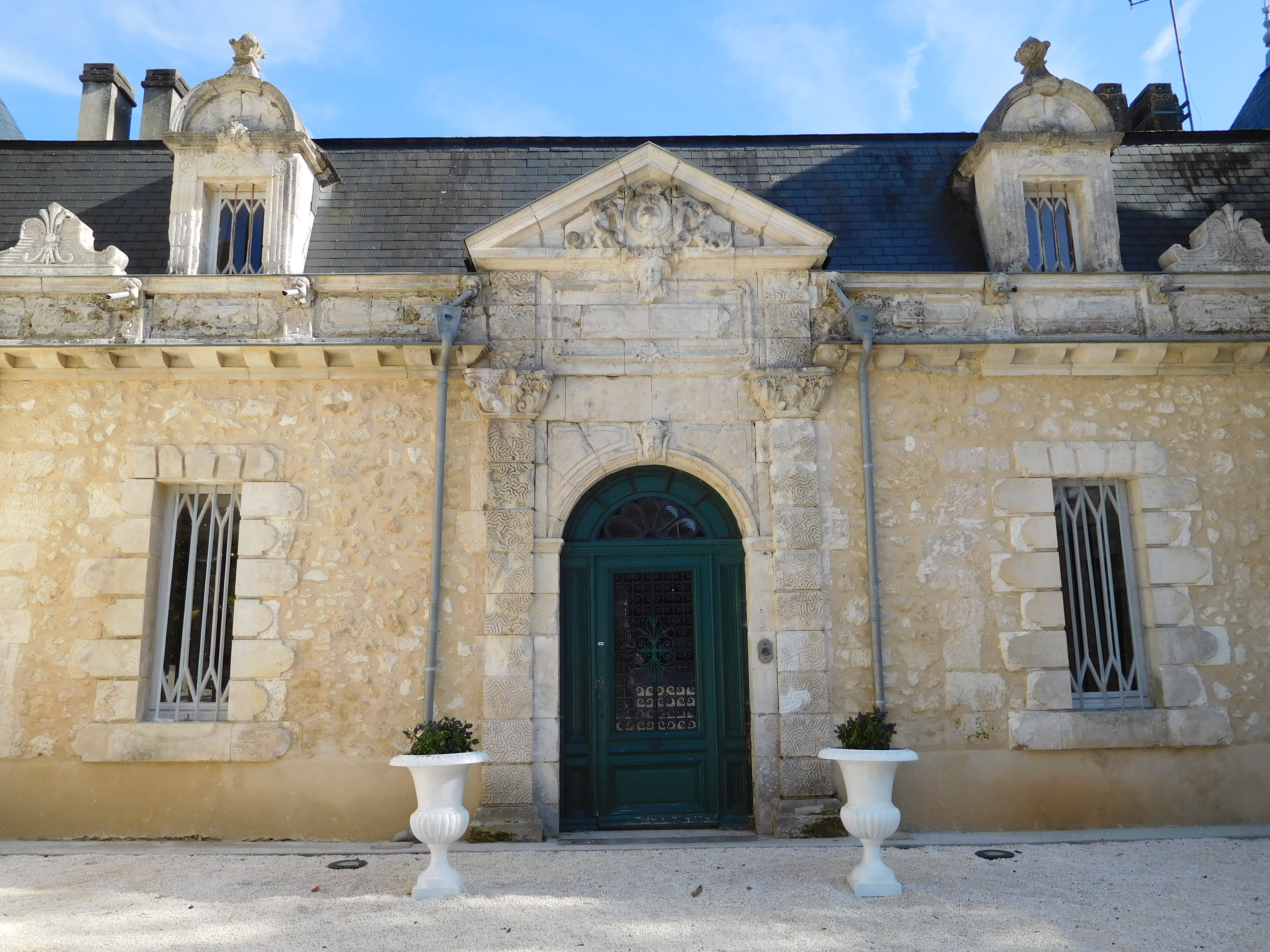
La façade, côté cour.
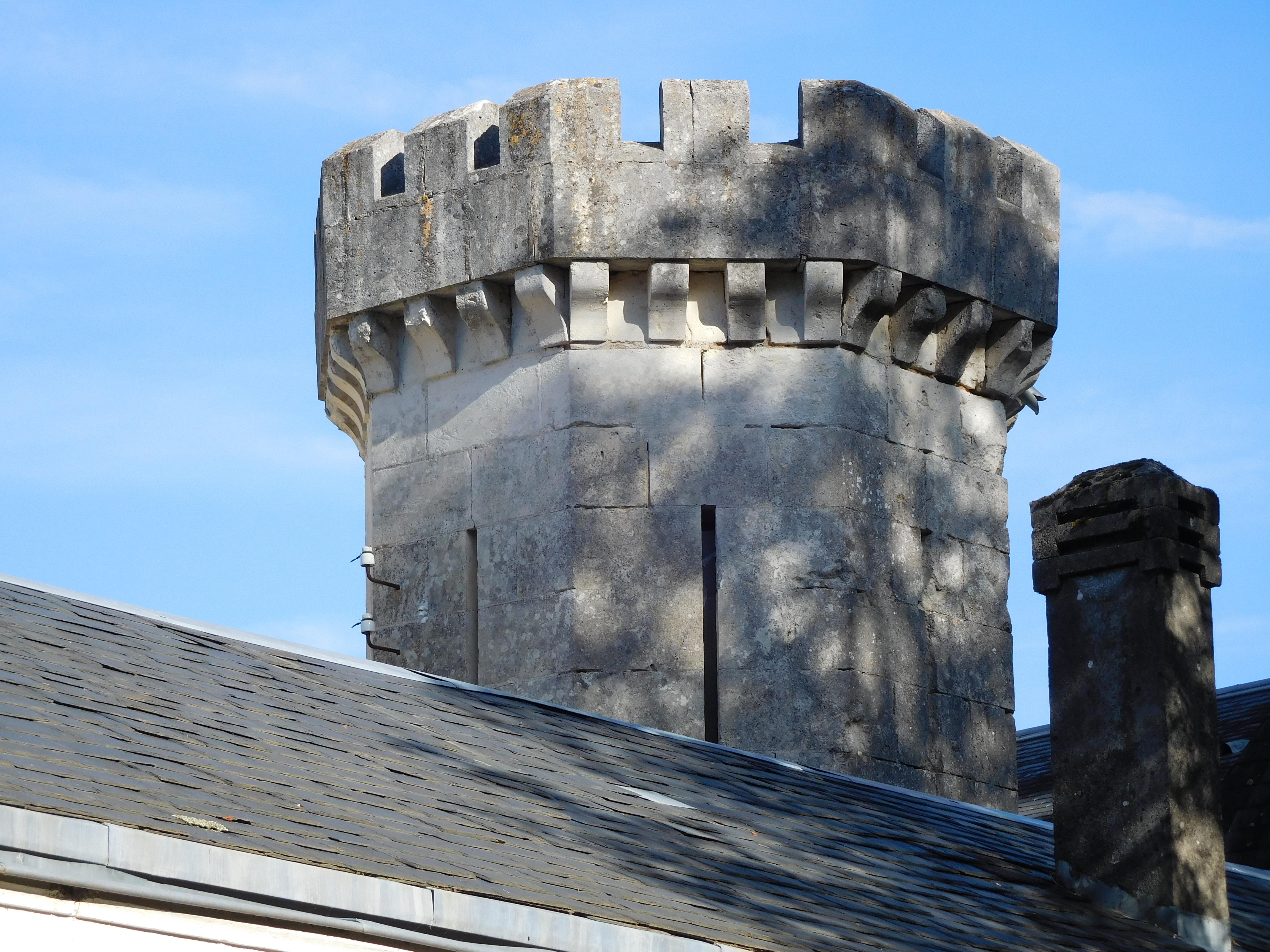
Une tour du manoir.
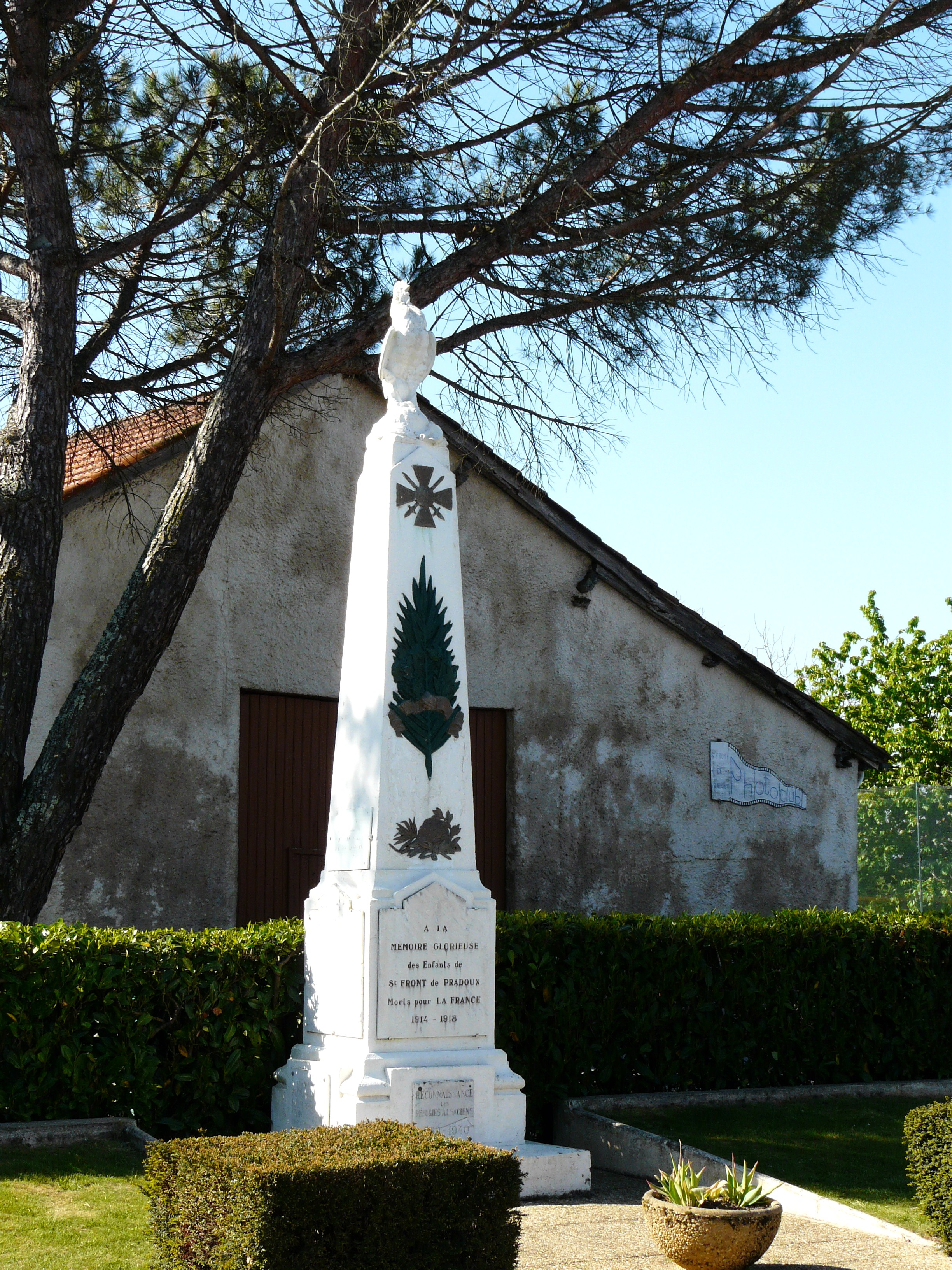
Le monument aux morts.

#### Patrimoine religieux
- Église Saint-Front, XIXe siècle avec des éléments du XVe siècle[60] ; elle présente deux objets du XVIIe siècle classés en 1960 au titre des monuments historiques : une cathèdre[75],[Note 8] et une statuette représentant la Vierge de l'attente[76]. Quatre autres sortes d'objets ont fait l'objet d'une inscription au titre des monuments historiques : les peintures monumentales du chœur du XVe siècle en 1983[77], deux tableaux du XVIIe siècle en 2018, représentant la Cène[78] et la Déploration[79] et, également en 2018, un ensemble composé d'un tabernacle et de six chandeliers[80].
- Ancien presbytère du XVIIIe siècle, inscrit au titre des monuments historiques depuis 1974 pour ses façades et toitures[81].

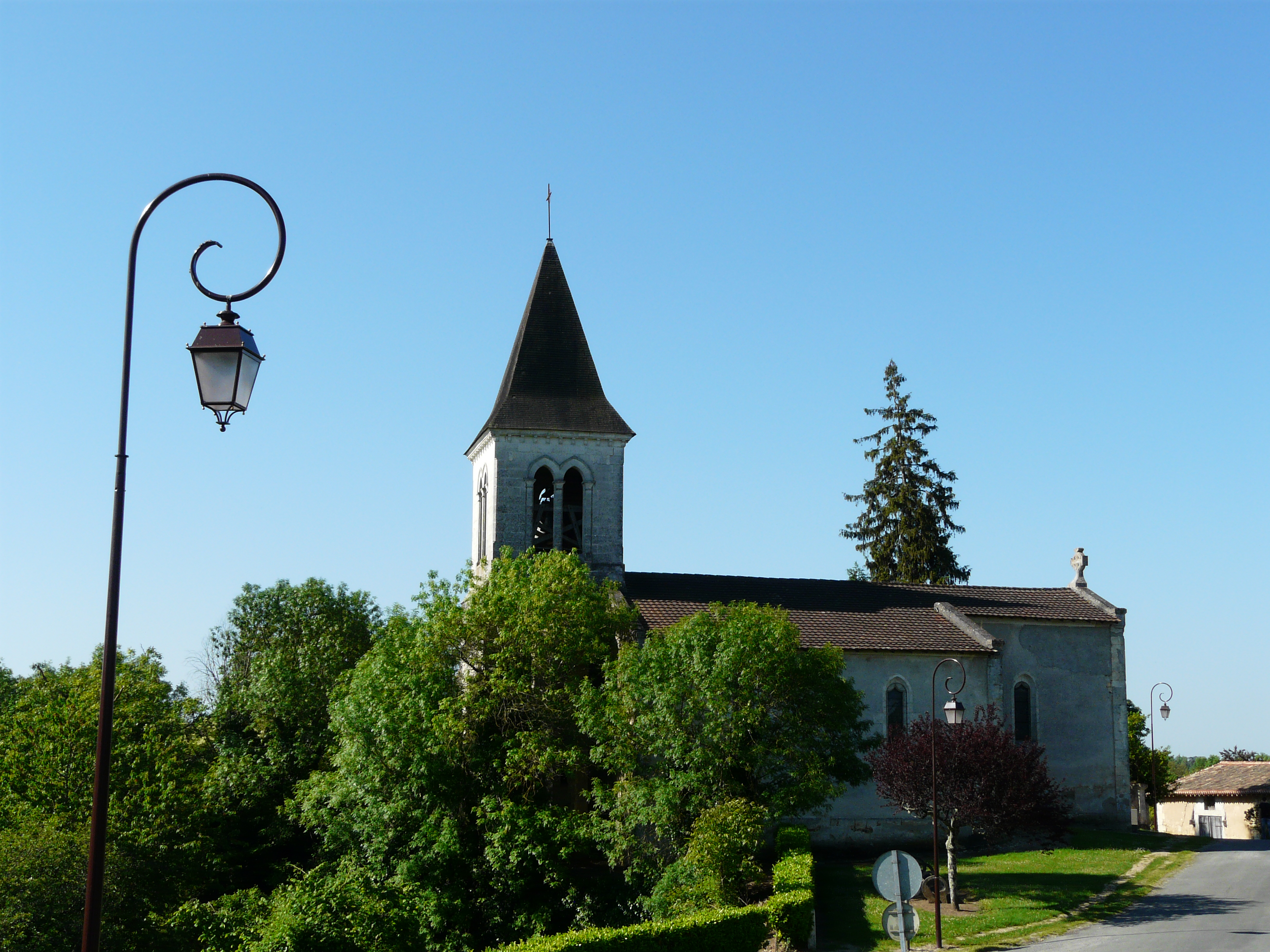
L'église Saint-Front.
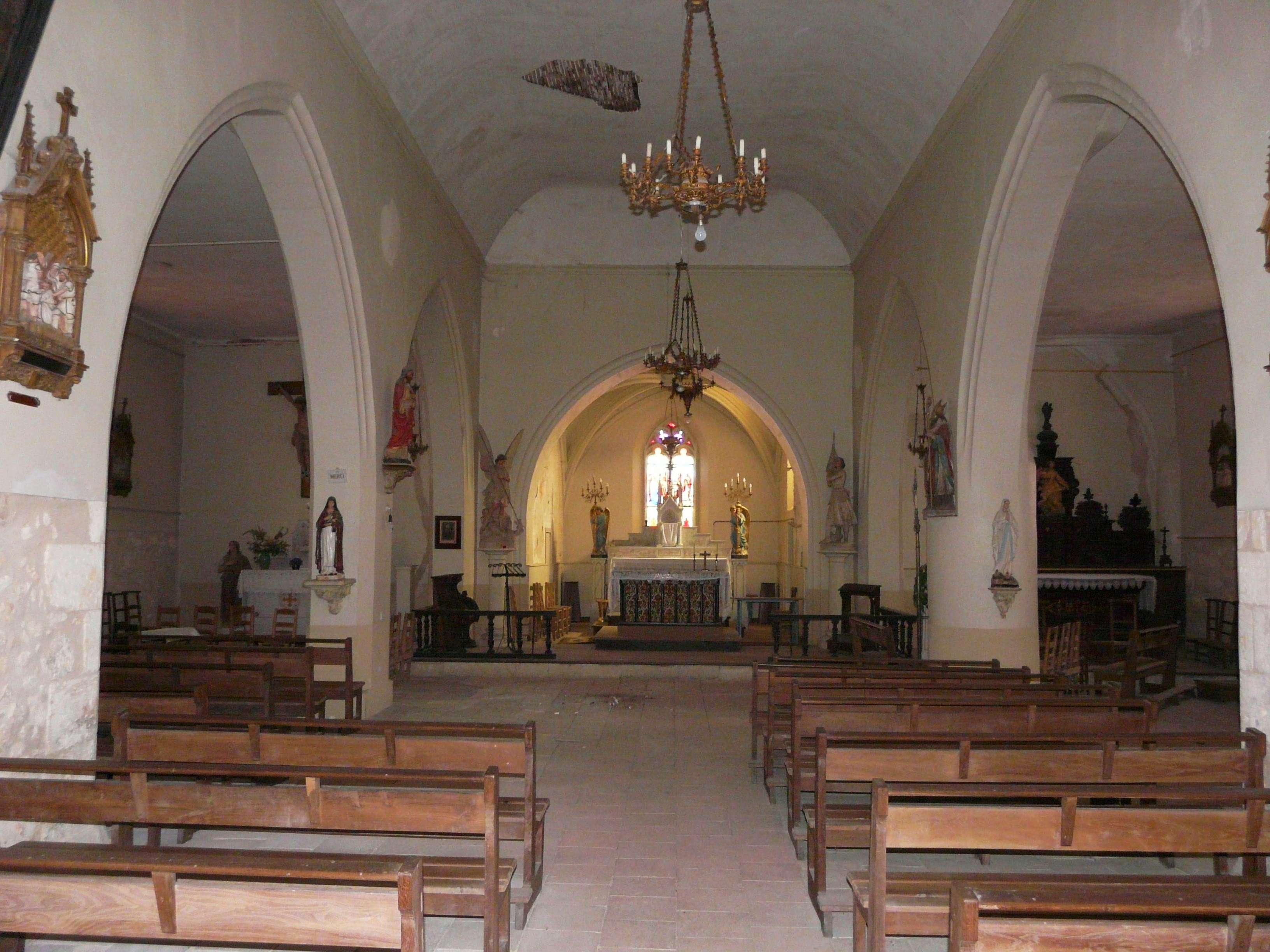
Sa nef.
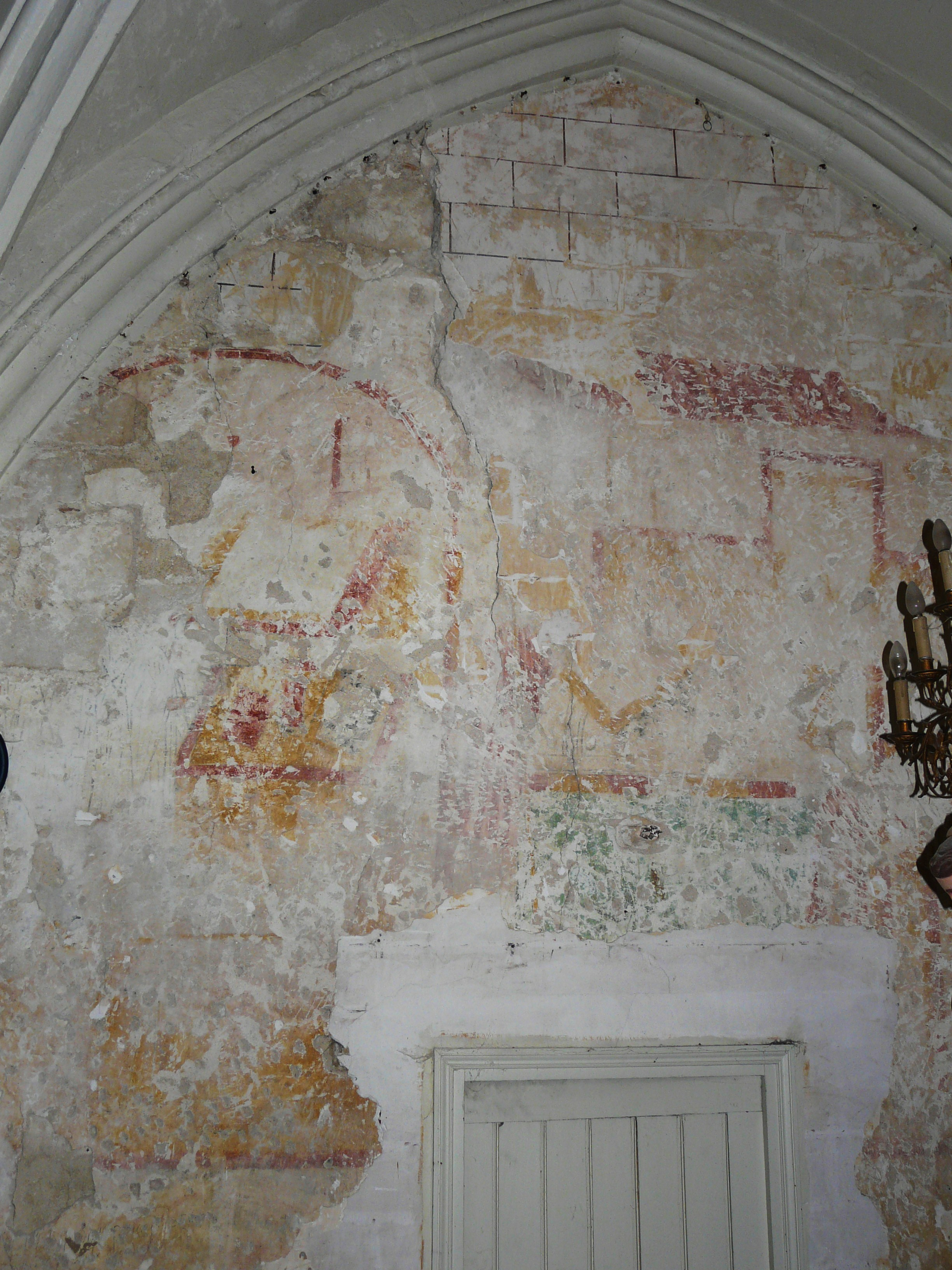
Peintures du chœur.
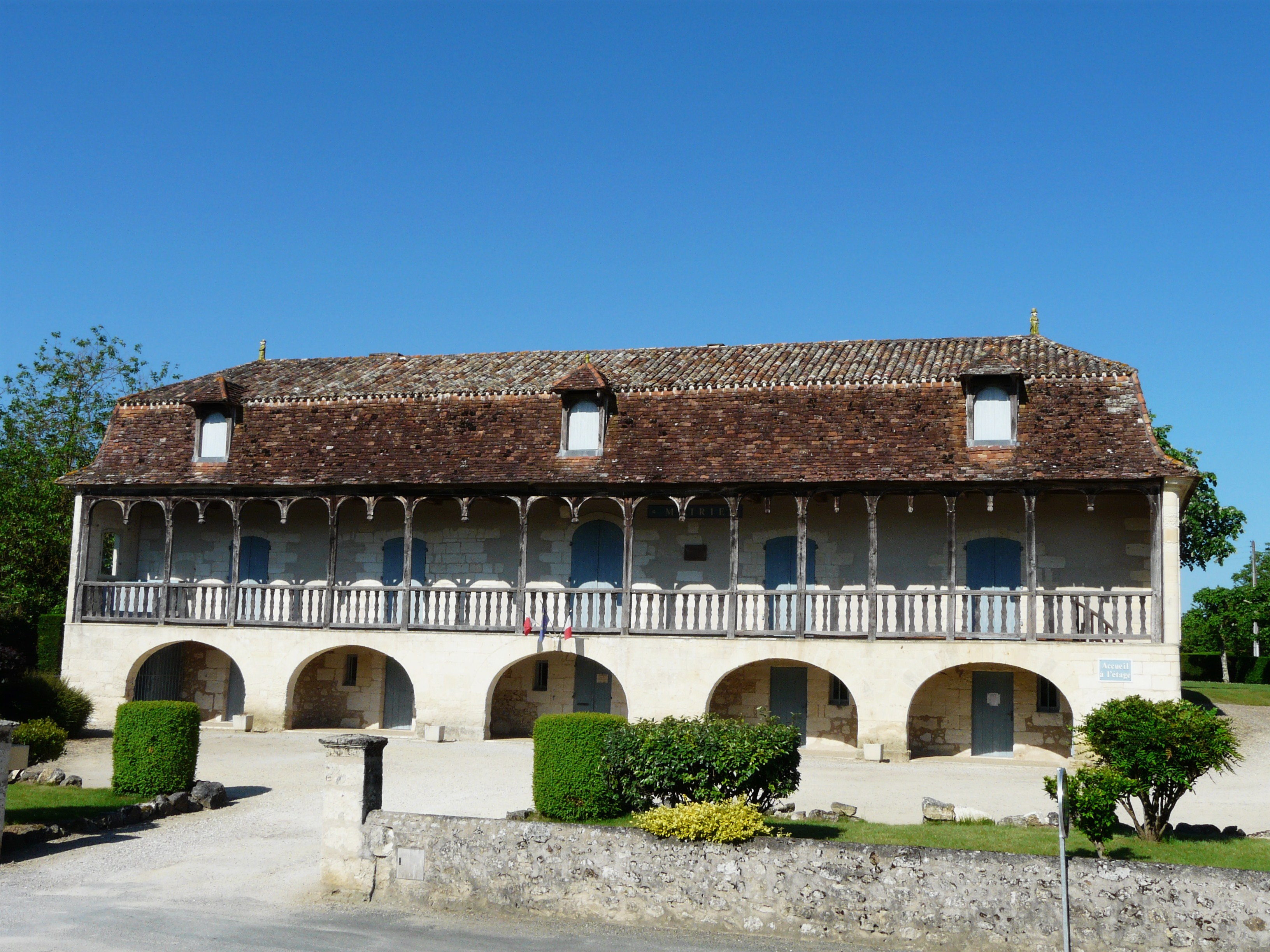
La mairie (ancien presbytère).
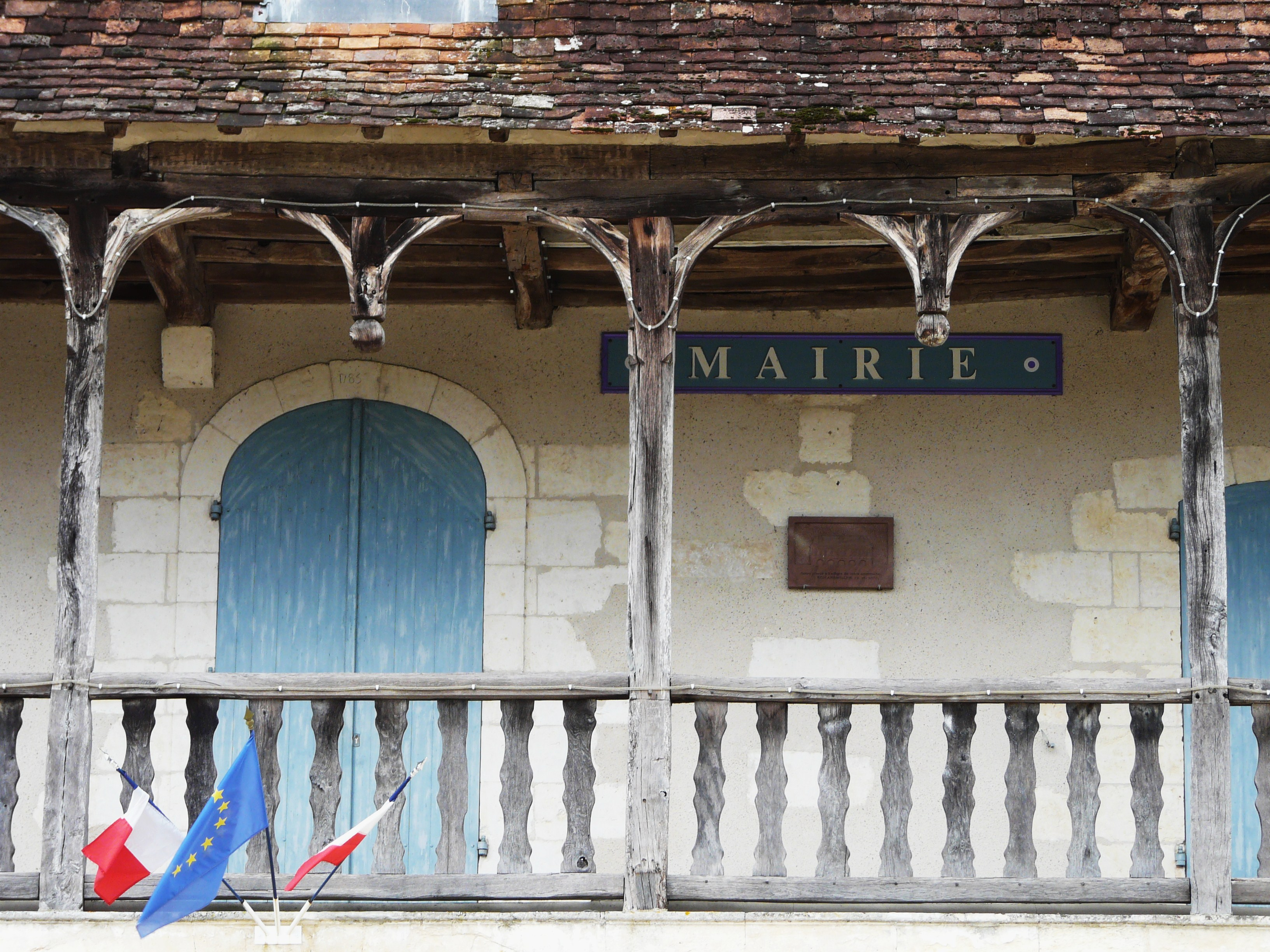
Galerie d'étage de l'ancien presbytère.

### Héraldique
| Blason de Saint-Front-de-Pradoux | Blason  | De sinople à la croix d'or, au dragon de gueules brochant en cœur. |
| Blason de Saint-Front-de-Pradoux | Détails | Le statut officiel du blason reste à déterminer.                   |

## Pour approfondir